# Jung Dae-sun
Jung Dae-sun (kor. 정대선; * 27. Juni 1987 in Seoul) ist ein südkoreanischer Fußballspieler.

## Karriere
Jung Dae-sun erlernte das Fußballspielen in der Schulmannschaft der Chung-Ang University High School sowie in der Universitätsmannschaft der Chung-Ang University in Südkorea. Seinen ersten Profivertrag unterschrieb er 2010 bei Ulsan Hyundai. Das Fußballfranchise aus Ulsan spielte in der ersten Liga, der K League Classic. Mit dem Klub gewann er 2011 den Korean League Cup. Im Finale besiegte man Busan IPark mit 3:2. Nach zwanzig Spielen wechselte er Mitte 2011 zum Ligakonkurrenten Gyeongnam FC nach Changwon. 2012 stand er mit Gyeongnam im Finale des Korean FA Cup. Das Endspiel verlor man mit 1:0 gegen die Pohang Steelers. Der ebenfalls in der ersten Liga spielende FC Anyang nahm ihn 2014 unter Vertrag. Für den Klub aus Anyang stand er 25-mal auf dem Spielfeld. Der Drittligist Hwaseong FC verpflichtete ihn 2015. Hier spielte er bis Mitte 2017. Im Juni verließ er Südkorea und wechselte nach Thailand. Hier unterschrieb er einen Vertrag beim Chiangmai FC. Der Verein aus Chiangmai spielte in der zweiten thailändischen Liga, der Thai League 2. Ende 2017 wurde sein Vertrag nicht verlängert. Wo er ab 2018 gespielt hat, ist unbekannt.

## Erfolge
Ulsan Hyundai
- Korean League Cup: 2011

Gyeongnam FC
- Korean FA Cup: 2012 (Finalist)